# Short track ai IX Giochi asiatici invernali - 500 metri maschile
La specialità dei 500 metri maschili di short track degli IX Giochi asiatici invernali si è svolta il 7 e 8 febbraio 2025 allo Heilongjiang Multifunctional Hall di Harbin, in Cina.

## Risultati
Legenda
- PEN — Penalità
- q — Qualifificato per il tempo

### Batterie

#### Gruppo 1
| Class | Atleta           | Tempo  | Note |
| ----- | ---------------- | ------ | ---- |
| 1     | Jang Sung-woo    | 42.258 | Q    |
| 2     | Peter Groseclose | 42.562 | Q    |
| 3     | Sidney Chu       | 44.240 |      |
| 4     | Pena Ataýew      | 52.461 |      |

#### Gruppo 2
| Class | Atleta              | Tempo    | Note |
| ----- | ------------------- | -------- | ---- |
| 1     | Lin Xiaojun         | 41.337   | Q    |
| 2     | Kota Kikuchi        | 42.896   | Q    |
| 3     | Chonlachart Taprom  | 42.975   | q    |
| 4     | Ameer Iman Fadzli   | 49.633   |      |
| 5     | Mohammed Al-Abdulla | 1:05.864 |      |

#### Gruppo 3
| Class | Atleta                     | Tempo  | Note |
| ----- | -------------------------- | ------ | ---- |
| 1     | Sun Long                   | 41.107 | Q    |
| 2     | Daniil Eybog               | 41.143 | Q    |
| 3     | Lai Tsai Huan-chen         | 43.870 | q    |
| 4     | Marva Kayana Putra Firdaus | 43.898 |      |
| 5     | Kwok Tsz Ho                | 46.970 |      |

#### Gruppo 4
| Class | Atleta                   | Tempo  | Note |
| ----- | ------------------------ | ------ | ---- |
| 1     | Mersaid Zhaxybayev       | 41.871 | Q    |
| 2     | Tsubasa Furukawa         | 41.905 | Q    |
| 3     | Ong Ryo Yik              | 43.741 | q    |
| 4     | Prakit Borvornmongkolsak | 44.010 |      |

#### Gruppo 5
| Class | Atleta                      | Tempo  | Note |
| ----- | --------------------------- | ------ | ---- |
| 1     | Abzal Azhgaliyev            | 42.026 | Q    |
| 2     | Chang Chuan-lin             | 42.561 | Q    |
| 3     | Erdenebilegiin Mönkh-Erdene | 44.610 |      |
| 4     | Prajwal Sharath             | 45.063 |      |

#### Gruppo 6
| Class | Atleta                   | Tempo  | Note |
| ----- | ------------------------ | ------ | ---- |
| 1     | Denis Nikisha            | 42.702 | Q    |
| 2     | Kwok Tsz Fung            | 44.242 | Q    |
| 3     | Eklavya Jagal            | 44.384 |      |
| 4     | Arsa Mizan Putra Firdaus | 46.054 |      |
| 5     | Mönkhbayaryn Borkhüü     | 59.092 |      |

#### Gruppo 7
| Class | Atleta           | Tempo  | Note |
| ----- | ---------------- | ------ | ---- |
| 1     | Park Ji-won      | 41.461 | Q    |
| 2     | Shuta Matsuzu    | 42.129 | Q    |
| 3     | Lin Chun-chieh   | 43.087 | q    |
| 4     | Chirawat Phonkat | 44.955 |      |
| 5     | Dương Trường Lập | 52.899 |      |

#### Gruppo 8
| Class | Atleta           | Tempo  | Note |
| ----- | ---------------- | ------ | ---- |
| 1     | Park Ji-won      | 41.461 | Q    |
| 2     | Shuta Matsuzu    | 42.129 | Q    |
| 3     | Lin Chun-chieh   | 43.087 | q    |
| 4     | Chirawat Phonkat | 44.955 |      |
| 5     | Dương Trường Lập | 52.899 |      |

### Quarti di finale

#### Gruppo 1
| Class | Atleta             | Tempo  | Note |
| ----- | ------------------ | ------ | ---- |
| 1     | Sun Long           | 40.873 | Q    |
| 2     | Denis Nikisha      | 41.129 | Q    |
| 3     | Daniil Eybog       | 41.350 | q    |
| 4     | Chonlachart Taprom | 43.827 |      |
| 5     | Kwok Tsz Fung      | 44.527 |      |

#### Gruppo 2
| Class | Atleta         | Tempo  | Note  |
| ----- | -------------- | ------ | ----- |
| 1     | Kim Tae-sung   | 40.509 | Q, GR |
| 2     | Jang Sung-woo  | 40.735 | Q     |
| 3     | Liu Shaoang    | 40.933 | q     |
| 4     | Lin Chun-chieh | 43.504 |       |
| 5     | Kota Kikuchi   | 43.996 |       |

#### Gruppo 3
| Class | Atleta           | Tempo  | Note |
| ----- | ---------------- | ------ | ---- |
| 1     | Lin Xiaojun      | 41.325 | Q    |
| 2     | Abzal Azhgaliyev | 41.876 | Q    |
| 3     | Peter Groseclose | 42.331 |      |
| 4     | Tsubasa Furukawa | 42.601 |      |
| 5     | Ong Ryo Yik      | 44.349 |      |

#### Gruppo 4
| Class | Atleta             | Tempo  | Note |
| ----- | ------------------ | ------ | ---- |
| 1     | Park Ji-won        | 41.240 | Q    |
| 2     | Shuta Matsuzu      | 41.615 | Q    |
| 3     | Mersaid Zhaxybayev | 41.704 |      |
| 4     | Chang Chuan-lin    | 42.023 |      |
| 5     | Lai Tsai Huan-chen | 44.057 |      |

### Semifinali

#### Gruppo 1
| Class | Atleta        | Tempo    | Note |
| ----- | ------------- | -------- | ---- |
| 1     | Kim Tae-sung  | 40.509   | QA   |
| 2     | Sun Long      | 40.667   | QA   |
| 3     | Jang Sung-woo | 40.703   | QA   |
| 4     | Shuta Matsuzu | 41.178   | QB   |
| 5     | Liu Shaoang   | 1:24.670 | QB   |

#### Gruppo 2
| Class | Atleta           | Tempo  | Note |
| ----- | ---------------- | ------ | ---- |
| 1     | Lim Hyo-jun      | 40.930 | QA   |
| 2     | Park Ji-won      | 41.329 | QA   |
| 3     | Daniil Eybog     | 41.431 | QB   |
| 4     | Abzal Azhgaliyev | 41.514 | QB   |
| —     | Denis Nikisha    | PEN    |      |

### Finali

#### Finale B
| Class | Atleta           | Tempo  | Note |
| ----- | ---------------- | ------ | ---- |
| 1     | Shaoang Liu      | 42.386 |      |
| 2     | Daniil Eybog     | 42.457 |      |
| 3     | Abzal Azhgaliyev | 42.571 |      |
| —     | Shuta Matsuzu    | PEN    |      |

#### Finale A
| Class | Atleta        | Tempo  | Note |
| ----- | ------------- | ------ | ---- |
| 1     | Lin Xiaojun   | 41.150 |      |
| 2     | Park Ji-won   | 41.398 |      |
| 3     | Jang Sung-woo | 41.442 |      |
| 4     | Sun Long      | 42.676 |      |
| —     | Kim Tae-sung  | PEN    |      |